# Polymixis manisadjiani
Polymixis manisadjiani là một loài bướm đêm trong họ Noctuidae.